# Petko Yurdánov Tódorov
Petko Yurdánov Tódorov (26 de septiembre de 1879 – 14 de febrero de 1916) es uno de los primeros escritores modernistas de Bulgaria, más famoso por sus dramas y sus cuentos estilizados llamados por el mismo idilios (‘Idilii’, 1908). Él jugó importante papel en la renovación de la prosa y el drama en el país, profundizando su psicologismo y los aspectos éticos y estéticos, y utilizando técnicas como el monólogo interior sin perder sus rutas en el arte popular.
Sus más populares dramas son ‘Albañiles’ (Zidari, 1902; el título se puede traducir también como ‘Masones’) y ‘La boda del zmei’ (Zmeyova svatba, 1910). Él participó en el círculo ‘Misal’ (lit. pensamiento) junto con los famosos escritores Pencho Slaveikov y Peyo Yavorov, que se relaciona a menudo con el individualismo filosófico.
Tódorov estudió en Alemania y Suiza, y viajó extensamente por Rusia, Italia, Polonia y Ucrania. En su obra se puede sentir la influencia de León Tolstói, Henrik Ibsen, Gustave Flaubert y Mijaíl Lérmontov. Murió temprano por grave enfermedad respiratoria.